# Maher Ben Hlima
Maher Ben Hlima (ur. 24 lipca 1989) – lekkoatleta, chodziarz pochodzenia tunezyjskiego, reprezentujący Polskę, olimpijczyk z Paryża 2024.

## Kariera
Maher Ben Hlima zdobył w 2007 roku mistrzostwo Afryki juniorów w chodzie na 10 000 m reprezentując Tunezję. W 2008 roku uczestniczył w Mistrzostwach Świata Juniorów w Lekkoatletyce w Bydgoszczy na tym samym dystansie, gdzie nie ukończył wyścigu ze względu na dyskwalifikację. Następnie przerwał swoją karierę sportową i przeniósł się do Polski, gdzie m.in. otworzył przedsiębiorstwo transportowe. W 2019 roku uzyskał polskie obywatelstwo, a w 2021 roku powrócił do startów. Od 31 maja 2023 może reprezentować Polskę na arenie międzynarodowej.
W 2023 roku zdobył mistrzostwo Polski na 10 000 m oraz srebrne medale na dystansach 5000 m (hala), 20 i 35 km. Na 69. Memoriale Janusza Kusocińskiego ustanowił rekord Polski w chodzie na 1 milę wynikiem 5:35,49. W 2024 zdobył tytuł halowego mistrza Polski na dystansie 5000 m, wicemistrzostwo Polski na 20 km oraz złoto na 10000 m. Wystąpił też w drużynowych mistrzostwach świata (29. miejsce wraz z Olgą Chojecką) i na mistrzostwach Europy na 20 km, gdzie zajął 7. miejsce.
Wystąpił dwukrotnie na Letnich Igrzyskach Olimpijskich w Paryżu w 2024, gdzie osiągnął na dystansie 20 km 29. pozycję i 16. miejsce w sztafecie mieszanej na dystansie maratonu z Olgą Chojecką. W tym samym roku zdobył także pięć złotych medali na mistrzostwach świata w kategorii masters rozgrywanych w Göteborgu.
W 2025 roku ustanowił w Rzeszowie rekord Polski na 3000 m w hali wynikiem 10:45,60. 22 lutego w Toruniu zdobył tytuł halowego mistrza Polski na 5000 m. 22 marca zdobył tytuł mistrzostwa Polski w chodzie na 35 km w Dudincach w ramach zawodów Dudinská Päťdesiatka, jednocześnie ustanawiając nowy rekord Polski wynoszący od tego momentu 2:27:51. 4 maja na Korzeniowski Warsaw Race Walking Cup 2025 zdobył złoty medal mistrzostw Polski na 20 km. Wystartował także w drużynowych mistrzostwach Europy w chodzie, gdzie w chodzie na 35 km indywidualnie zajął 11. miejsce.
Od 2023 roku reprezentant klubu RKS Łódź (trener: Andrzej Chyliński), a wcześniej KS Ultra Team Łódź.

## Osiągnięcia

### Imprezy mistrzowskie
| Rok  | Impreza                                | Miejsce             | Konkurencja                                               | Pozycja     | Wynik    |
| ---- | -------------------------------------- | ------------------- | --------------------------------------------------------- | ----------- | -------- |
| 2007 | Mistrzostwa Afryki juniorów            | Wagadugu            | chód na 10000 metrów                                      | 1. miejsce  | 53:09,98 |
| 2008 | Arabskie mistrzostwa juniorów          | Radis               | chód na 10000 metrów                                      | DSQ         | DSQ      |
| 2008 | Mistrzostwa świata juniorów            | Bydgoszcz           | chód na 10000 metrów                                      | DSQ         | DSQ      |
| 2023 | Halowe mistrzostwa Polski seniorów     | Toruń               | chód na 5000 metrów                                       | 2. miejsce  | 20:33,44 |
| 2023 | Mistrzostwa Polski seniorów            | Warszawa            | chód na 20 kilometrów                                     | 2. miejsce  | 1:25:01  |
| 2023 | Mistrzostwa Polski seniorów            | Dudince             | chód na 35 kilometrów                                     | 2. miejsce  | 2:43:38  |
| 2023 | Mistrzostwa Polski seniorów            | Gorzów Wielkopolski | chód na 10000 metrów                                      | 1. miejsce  | 40:35,48 |
| 2024 | Halowe mistrzostwa Polski seniorów     | Wrocław             | chód na 5000 metrów                                       | 1. miejsce  | 19:37,59 |
| 2024 | Drużynowe mistrzostwa świata           | Antalya             | sztafeta w chodzie na dystansie maratonu z: Olga Chojecka | 29. miejsce | 3:07:31  |
| 2024 | Mistrzostwa Polski seniorów            | Warszawa            | chód na 20 kilometrów                                     | 2. miejsce  | 1:23:28  |
| 2024 | Mistrzostwa Europy                     | Rzym                | chód na 20 kilometrów                                     | 7. miejsce  | 1:21:12  |
| 2024 | Mistrzostwa Polski seniorów            | Bydgoszcz           | chód na 10000 metrów                                      | 1. miejsce  | 40:33,56 |
| 2024 | Igrzyska olimpijskie                   | Paryż               | chód na 20 kilometrów                                     | 29. miejsce | 1:22:34  |
| 2024 | Igrzyska olimpijskie                   | Paryż               | sztafeta w chodzie na dystansie maratonu z: Olga Chojecka | 16. miejsce | 3:00:55  |
| 2025 | Halowe mistrzostwa Polski seniorów     | Toruń               | chód na 5000 metrów                                       | 1. miejsce  | 18:47,63 |
| 2025 | Mistrzostwa Polski seniorów            | Dudince             | chód na 35 kilometrów                                     | 1. miejsce  | 2:27:51  |
| 2025 | Mistrzostwa Polski seniorów            | Warszawa            | chód na 20 kilometrów                                     | 1. miejsce  | 1:23:34  |
| 2025 | Drużynowe mistrzostwa Europy w chodzie | Podiebrady          | chód na 35 kilometrów                                     | 11. miejsce | 2:29:51  |

### Mityngimiędzynarodowe
| Rok  | Impreza                                      | Miejsce | Konkurencja   | Pozycja    | Wynik   |
| ---- | -------------------------------------------- | ------- | ------------- | ---------- | ------- |
| 2023 | Lusatian International Race-Walking Meeting  | Żytawa  | chód na 20 km | 2. miejsce | 1:21:39 |
| 2024 | Lusatian International Race-Walking Meeting  | Żytawa  | chód na 35 km | 1. miejsce | 2:28:44 |
| 2025 | International Race Walking Festival – Alytus | Olita   | chód na 20 km | 1. miejsce | 1:20:05 |

### Starty wkategorii masters
| Rok  | Impreza                                                                       | Miejsce  | Konkurencja                                                                 | Pozycja    | Wynik    |
| ---- | ----------------------------------------------------------------------------- | -------- | --------------------------------------------------------------------------- | ---------- | -------- |
| 2024 | 25. Mistrzostwa świata masters                                                | Göteborg | chód na 5 km M35                                                            | 1. miejsce | 20:41,24 |
| 2024 | 25. Mistrzostwa świata masters                                                | Göteborg | chód na 10 km M35                                                           | 1. miejsce | 42:57    |
| 2024 | 25. Mistrzostwa świata masters                                                | Göteborg | chód na 10 km drużynowy M35, w drużynie z: Krzysztof Czerski, Tomasz Lipiec | 1. miejsce | 2:22:24  |
| 2024 | 25. Mistrzostwa świata masters                                                | Göteborg | chód na 20 km M35                                                           | 1. miejsce | 1:30:53  |
| 2024 | 25. Mistrzostwa świata masters                                                | Göteborg | chód na 20 km drużynowy M35, w drużynie z: Krzysztof Czerski, Tomasz Lipiec | 1. miejsce | 5:04:59  |
| 2024 | Lusatian International Race-Walking Meeting – Masters Race Walking Grand Prix | Żytawa   | chód na 30 km M35                                                           | 1. miejsce | 2:06:46  |

## Rekordy życiowe
Według stanu na 13 czerwca 2025:
- chód na 3000 metrów (hala) – 10:45,60 (8 lutego 2025, Rzeszów) – rekord Polski[16]
- chód na 5000 metrów – 19:35,90 (13 maja 2023, Warszawa)[1] – 20. wynik w historii polskiej lekkoatletyki[31]
- chód na 5000 metrów (hala) – 18:47,63 (22 lutego 2025, Toruń) – 3. wynik w historii polskiej lekkoatletyki[17]
- chód na 10 000 metrów – 39:32,63 (27 marca 2024, Warszawa)[32]
- chód na 10 kilometrów – 39:46 (16 września 2023, Druskieniki)[1] – 8. wynik w historii polskiej lekkoatletyki[31]
- chód na 20 kilometrów – 1:20:05 (12 czerwca 2025, Olita)[1] – 2. wynik w historii polskiej lekkoatletyki[33]
- chód na 35 kilometrów – 2:27:51 (22 marca 2025, Dudince) – rekord Polski[19]
- chód na 1 milę – 5:35,49 (4 czerwca 2023, Chorzów) – rekord Polski[7][34]